# Pin the tail on the donkey

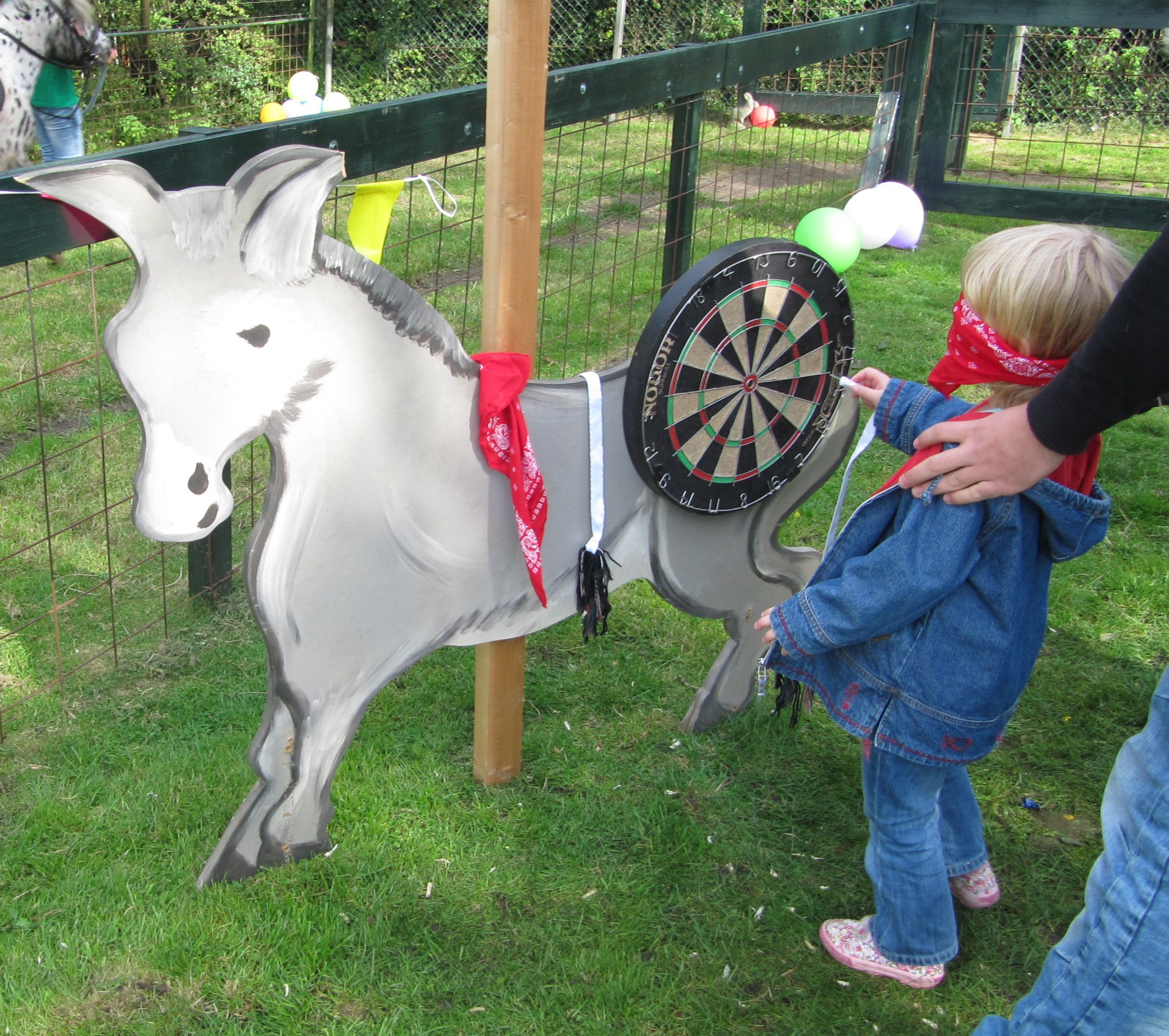
Steck dem Esel den Schwanz an

Pin the tail on the donkey (engl.: Steck dem Esel den Schwanz an, auch bekannt als Eselsschwanz) ist ein Kinderspiel, das insbesondere im angloamerikanischen Sprachraum verbreitet ist. Es wird sowohl auf Kindergeburtstagen gespielt, als auch in abgewandelter Form von Jugendlichen und Erwachsenen als Trinkspiel.

## Regeln
Ein Bild von einem Esel wird auf eine ebene Oberfläche platziert. Jeder Spieler erhält einen Schwanz, beispielsweise aus Papier mit einer Befestigungsmöglichkeit wie einem Klebestreifen oder einer Reißzwecke. Die Schwänze können mit dem Namen des Spielers versehen werden, um die spätere Zuordnung zu erleichtern. Dem Spieler, der an der Reihe ist, werden die Augen verbunden. Nachdem er einige Male im Kreis gedreht wurde, um ihn zu desorientieren, muss er in Richtung des Bildes laufen und den Schwanz so nah wie möglich an der korrekten Stelle des Eselbildes anbringen. Wenn sich der Spieler grob in der Richtung irrt, können die Mitspieler ihn mit Rufen warnen und lenken. Gewinner ist, wer am Ende seinen Schwanz am nächsten an die korrekte Stelle platziert hat. Im Allgemeinen gilt jedoch der Spaß am Anblick des herumirrenden blinden Mitspielers als wichtiger als ein Sieg.

## Trinkspielvariante
In der Variante für Erwachsene gilt derjenige Spieler als Verlierer, dessen Schwanz am weitesten entfernt von der korrekten Stelle gelandet ist. Der Verlierer muss dann ein alkoholisches Getränk, wie beispielsweise einen Schnaps trinken. Das Spiel wird in mehreren Runden gespielt, wobei die zunehmende Alkoholisierung der Mitspieler für weitere Desorientierung und Komik sorgt. Auf Junggesellinnenabschiedsparties ist auch eine Variante mit dem Bild eines Mannes oder Strippers üblich.

## Ähnliche Spiele
Beim japanischen Spiel Fukuwarai werden auf ein auf einem Tisch liegenden Gesicht die fehlenden Teile wie Nase, Augen, Mund etc. frei platziert. Es ähnelt dem Spiel Mr. Potato Head von Hasbro. Topfschlagen ist ein Kinderspiel, bei dem ein Mitspieler mit verbundenen Augen und einem Kochlöffel einen umgedrehten Topf mit einer Belohnung finden muss.

## Rezeption
- Die Hip-Hop-Gruppe Naughty by Nature veröffentlichte 1991 auf ihrem Album Naughty by Nature das Lied Pin the Tail on the Donkey.[3]
- Der Esel I-Aah in den Geschichten um Pu den Bären wird dargestellt mit einem abnehmbaren Schwanz, der mit einer Reißzwecke an seinem Hinterteil befestigt ist.[4]